# Turboeix

Diagrama esquemàtic que mostra el funcionament d'un motor turboeix simplificat.

Un  turboeix  (en anglès:  turboshaft ) és un motor de turbina de gas que lliura la seva potència a través d'un eix de transmissió. És similar al motor de turbohèlice però, a diferència d'aquest, no mou directament una hèlice. Pot tenir diversos usos però els més habituals són com a motor d'aviació per propulsar helicòpters, en la propulsió de vaixells o per a generar electricitat conjuntament amb un alternador.

## Disseny
El disseny general d'un motor turboeix és similar al d'un motor turbohèlice. La principal diferència és que el segon produeix algun empenta de propulsió residual que complementa l'empenta de l'eix propulsor. Per a la potència que desenvolupa, comparat amb un motor de pistó equivalent, el turboeix és extremadament compacte i, per tant, lleuger.

## Usos
El motor turboeix pot ser aplicat als següents vehicles: 
- Helicòpters, com el UH-1 Iroquois
- Vaixells, com el Creuer Classe Ticonderoga
- Carros de combat, com el M1 Abrams
- Locomotora
- Hovercraft

## Història
El primer motor turboeix el va construir l'empresa francesa Turbomeca, fundada per Joseph Szydłowski. L'any 1948 van construir el primer motor de turbina de disseny francès, el model 782, que desenvolupava 100 CV. El 1950 van desenvolupar una turbina a gas més gran que donaria lloc al model Artouste de 280 CV, que de seguida va ser instal·lat a l'Aérospatiale Alouette II i altres helicòpters.